# Улица Старокачаловская (станция метро)
«У́лица Старокача́ловская» — станция Бутовской линии Московского метрополитена. Открыта 27 декабря 2003 года в числе первой очереди линии.
Единственная станция в Москве без центрального зала.
Также единственная в Москве станция, состоящая из двух залов, разделённых другой станцией, и вторая в СНГ (первая — «Джафар Джаббарлы» в Баку). В каждом из них — одна платформа и один путь. До открытия станций «Битцевский парк» и «Лесопарковая» была конечной Бутовской линии. До открытия станции «Новомосковская» образовывала самый удалённый от центра Москвы пересадочный узел метрополитена.

## История и происхождение названия
Станция открыта 27 декабря 2003 года в составе участка «Улица Старокачаловская» — «Бунинская аллея», после ввода в эксплуатацию которого в Московском метрополитене стало 170 станций. На стадии строительства станция носила название «Бульвар Дмитрия Донского» по одноимённому бульвару, проходящему над станцией. Позднее это название было передано пусковой конечной станции на Серпуховско-Тимирязевской линии, а последняя при открытии получила название по располагающейся рядом Старокачаловской улице, в свою очередь названной в память о бывшем подмосковном селении Качалово.

## Вестибюли и пересадки
«Улица Старокачаловская» — часть единого комплекса со станцией Серпуховско-Тимирязевской линии «Бульвар Дмитрия Донского», с боков которой и были построены обе платформы Бутовской линии. Сделать пересадку можно либо через общий южный вестибюль, либо из северного торца станции.
Несмотря на то, что на эстакадных станциях Бутовской линии установлены лифты для подъёма на платформу, на «Улице Старокачаловской» они отсутствуют, что делает пересадку инвалидов на Серпуховско-Тимирязевскую линию крайне затруднительной. На данный момент это единственная станция Бутовской линии, не оборудованная лифтами для инвалидов.
До октября 2013 года в переходе между станциями «Бульвар Дмитрия Донского» и «Улица Старокачаловская» были расположены турникеты и кассы. Изначально планировалось, что поездка по линии будет оплачиваться отдельно, что обосновывалось тем, что линия якобы относится к другому виду транспорта — лёгкому метро, однако ещё до открытия линии от этих планов было решено отказаться. Фактически линия построена по стандартам обычного метро, однако в течение почти десяти лет она обозначалась на схемах как линия лёгкого метро.

## Техническая характеристика
Станция сооружена из монолитного железобетона по специальному проекту. Представляет собой два отдельных однопролётных зала. Ширина платформ — 4,5 м. Длина платформ — 102 м, и до открытия «Битцевского парка» и «Лесопарковой» это была самая короткая из подземных станций Московского метрополитена — поместиться на ней сможет не более пяти вагонов стандартной длины.

## Оформление
Станция оформлена в одном стиле со станцией «Бульвар Дмитрия Донского», но в иной цветовой гамме: западный зал — в светло-сером и темно-зелёном цвете, восточный — в светло-сером и оранжевом. Путевые стены облицованы мрамором «коелга» и серо-розовым выборгским гранитом. Освещение платформ — светильники-бра в виде белых шаров и люминесцентные лампы.

## Путевое развитие

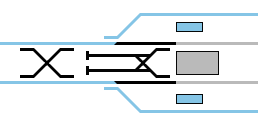
Схема путевого развития станции «Бульвар Дмитрия Донского»

К югу от станции находятся съезды на пути Серпуховско-Тимирязевской линии (для связи линии с обслуживающим её депо «Варшавское»), а также перекрёстный съезд, использовавшийся для оборота составов до продления линии на север. Стрелки имеют общую нумерацию, однако оборотный тупик Серпуховско-Тимирязевской линии относится к станции «Бульвар Дмитрия Донского». Это единственный в московском метро перекрёстный съезд, не урезанный до пошёрстного при продлении линии за станцию.
Так как за станцией отсутствуют оборотные тупики, до продления линии до «Битцевского парка» поезда прибывали в каждый из залов поочерёдно и отправлялись обратно с того же пути (перед станцией расположен перекрёстный съезд). Таким образом, в штатном режиме высадка пассажиров (без посадки) производилась только из поездов, остающихся на станции для ночной расстановки (поезда, следующие в депо, отправляются от станции «Бунинская аллея» без пассажиров и на «Улицу Старокачаловскую» не заходят).
Другие станции метро, на которых отсутствовали или отсутствуют оборотные тупики: «Тёплый Стан» (до января 1990 года), «Волжская» (до 1996 года), «Крылатское» (до января 2008 года), «Алма-Атинская», «Парк Победы», «Кунцевская» Филёвской линии, «Международная», «Александровский сад», «Косино» (до 27 марта 2020 года).
Работы по продлению линии на север были начаты в сентябре 2011 года, а с 26 февраля 2014 года поезда следуют через «Улицу Старокачаловскую» без оборота. 27 февраля была открыта станция «Битцевский парк», и «Улица Старокачаловская» окончательно перестала быть конечной станцией.

## Наземный общественный транспорт
На этой станции можно пересесть на следующие маршруты городского пассажирского транспорта:
- Автобусы: е91, 18, 94, 146, 213, 523, 523к, 813, с916, 937, 948, с953, 967, 981, 1004, н8

## Галерея

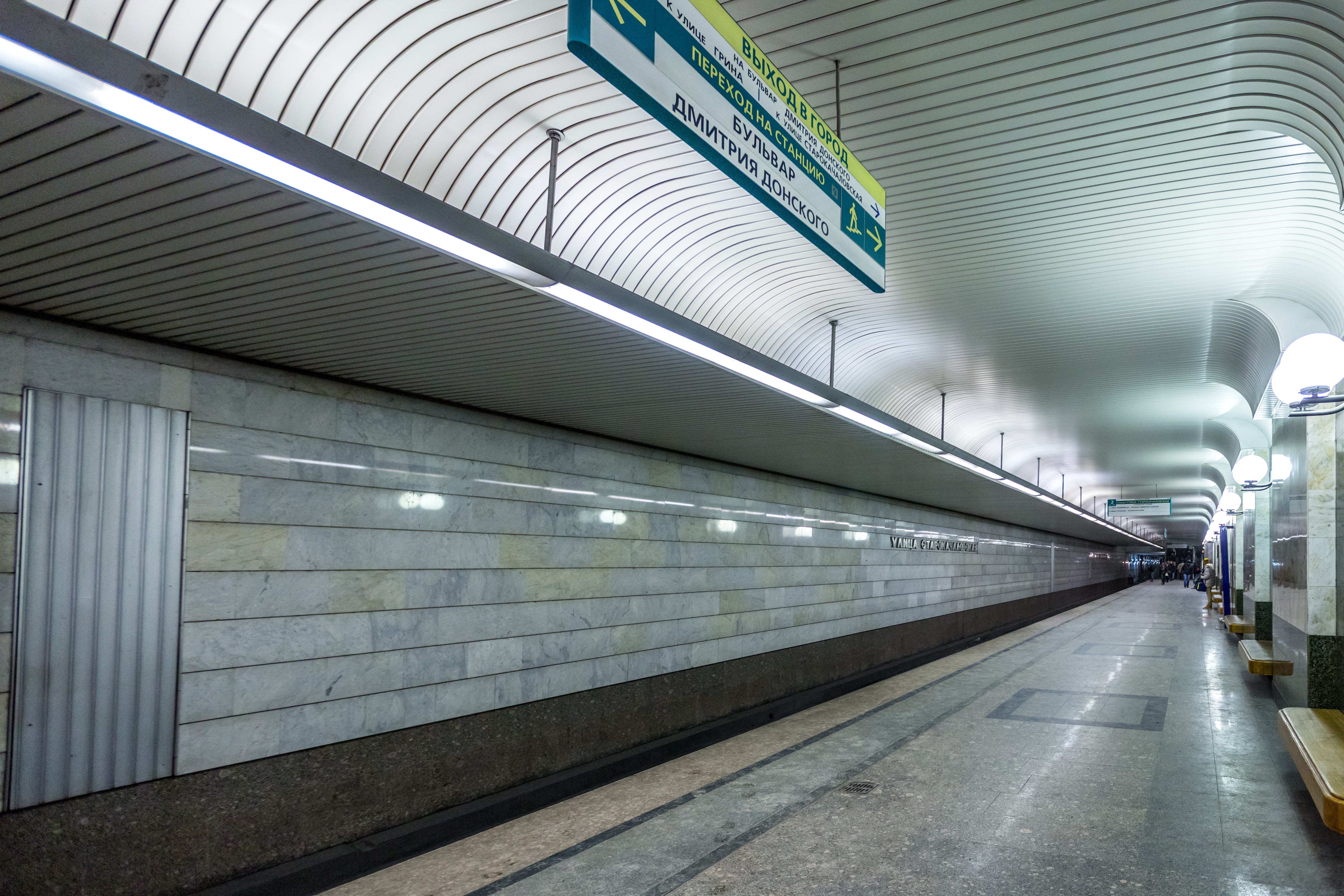
Посадочная платформа
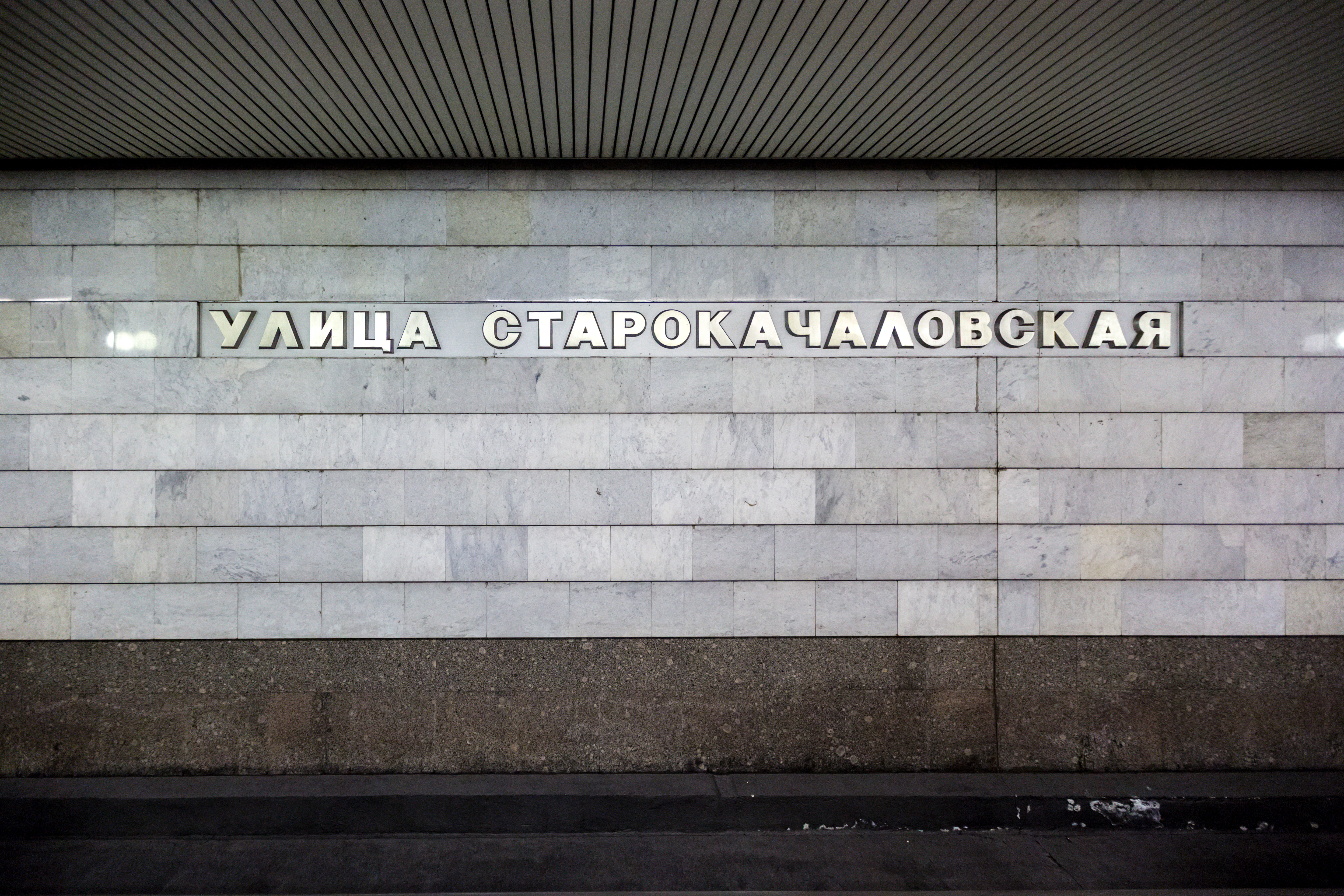
Название на путевой стене
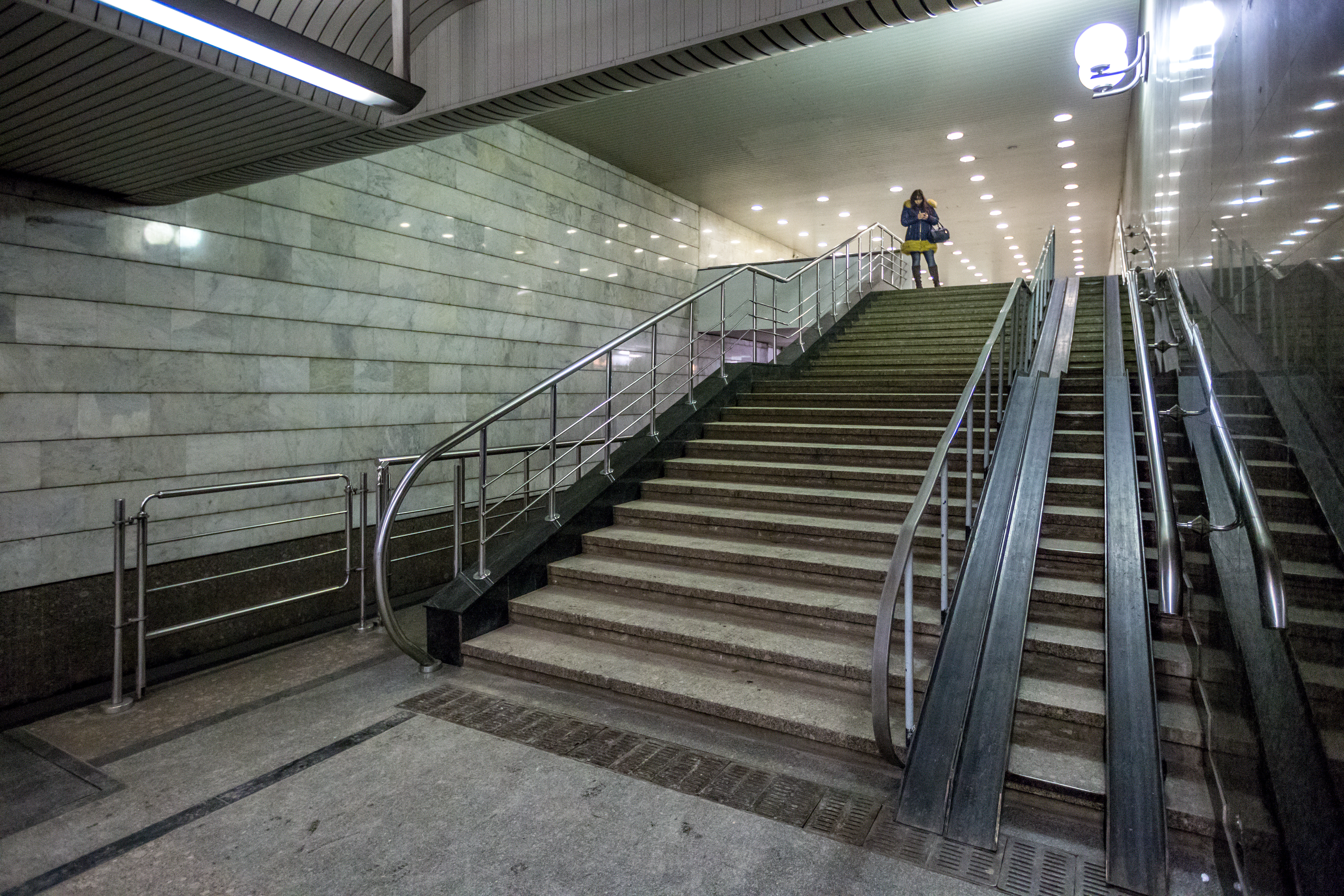
Лестница в конце платформы
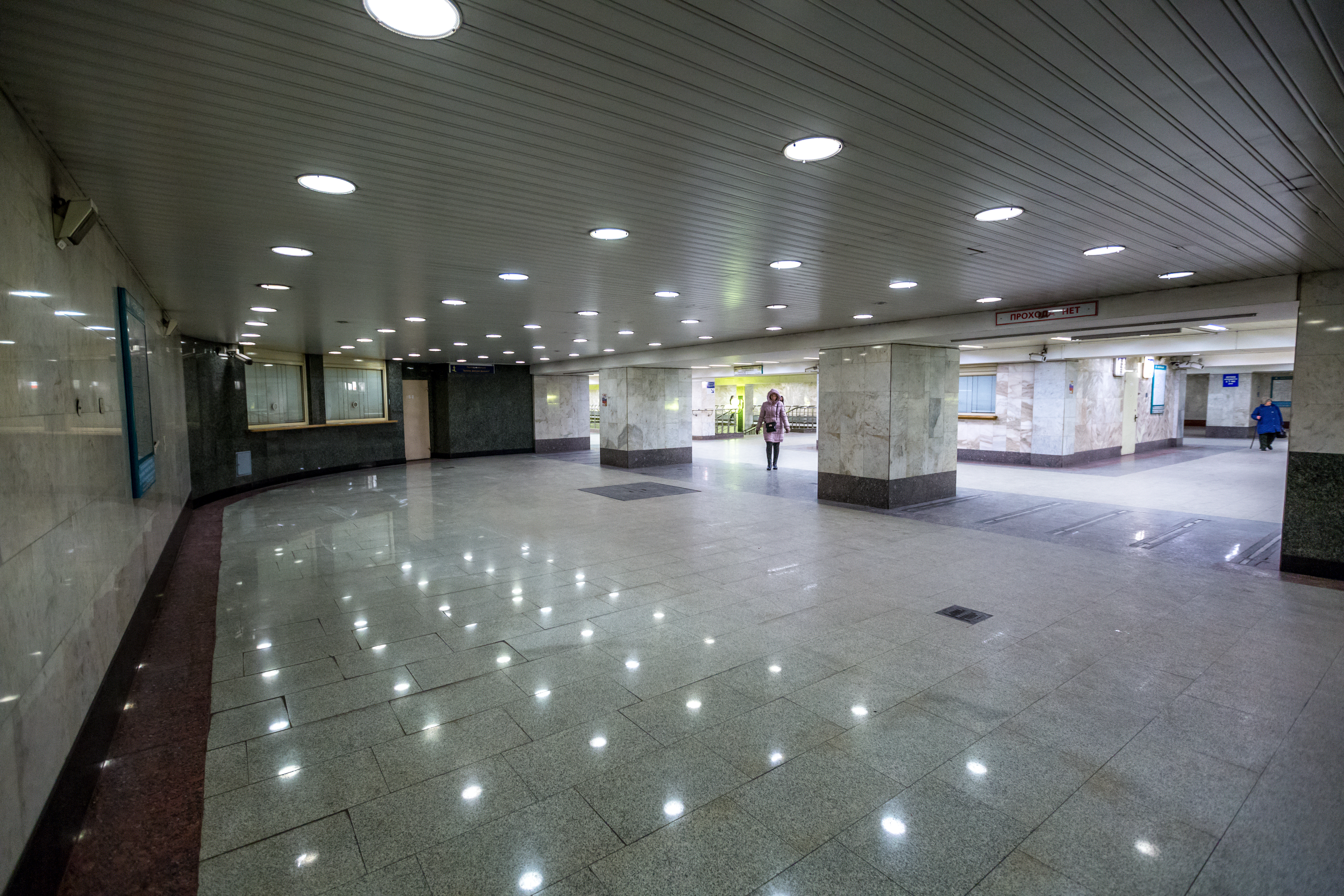
Переход на «Бульвар Дмитрия Донского»

## Станция в цифрах
- Таблица времени прохождения первого поезда через станцию[2]:

| По чётным числам                       | Будние дни | Выходные дни |
| По нечётным числам                     | Будние дни | Выходные дни |
| В сторону станции «Лесопарковая»       | 06:00      | 06:02        |
| В сторону станции «Лесопарковая»       | 06:01      | 06:02        |
| В сторону станции «Улица Скобелевская» | 05:42      | 05:42        |
| В сторону станции «Улица Скобелевская» | 05:46      | 05:46        |